# Broteinheit
Die Broteinheit (BE) ist eine historische Berechnungseinheit für den Gehalt von Kohlenhydraten in Speisen. Heutzutage wird die Kohlenhydrateinheit (KE) verwendet, da die Broteinheit unter anderem den Anteil der Ballaststoffe (also der beta-glycosidisch gebundenen Kohlenhydrate) berücksichtigt, diese jedoch für z. B. die zu injizierende Menge Insulin bei Diabetikern weitestgehend irrelevant sind.

## Unterschiedliche Definitionen, alternative Einheiten
Folgende Definitionen zur Bemessung von Kohlenhydraten liegen vor:
- Broteinheit (BE): Die deutsche Diätverordnung definierte bis 2010 eine Broteinheit als die Menge eines Nahrungsmittels, die 12 Gramm an verdaulichen und damit blutzuckerwirksamen Kohlenhydraten in unterschiedlicher Zucker- und Stärkeform enthält.[1]
- In der Schweiz wird ein Brotwert (BW) mit 10 Gramm Kohlenhydraten bemessen.[2]
- Kohlenhydrateinheit (KE): entspricht 10 Gramm Kohlenhydraten.[3]
- Im englischen Sprachraum ist die carbohydrate unit gebräuchlich, die 15 Gramm Kohlenhydraten entsprechen.
- Glykämischer Index

Das Nebeneinander unterschiedlich definierter Einheiten führte immer wieder zu Unsicherheiten.
Mit Beschluss des deutschen Bundesrates vom 24. September 2010 und entsprechend den Empfehlungen der Fachgesellschaften (z. B. der DGE) und des BfR (Bundesinstitut für Risikobewertung) wurde der Begriff „Broteinheit“ am 9. Oktober 2010 durch Artikel 1 der sechzehnten Änderung der Diätverordnung aus allen gesetzlichen Regelungen entfernt. Die Übergangszeit für die Deklaration mit Broteinheit oder Kohlenhydrateinheit endete im Oktober 2012.

## Anwendung
Kohlenhydrat-Austauschtabellen zeigen, wie viel Gramm eines kohlenhydrathaltigen Lebensmittels einer Broteinheit oder Kohlenhydrateinheit entsprechen. Diese Einschätzung ist für die Bestimmung der Dosis bei einer Insulintherapie erforderlich.
Kohlenhydrate kommen überwiegend in pflanzlichen Lebensmitteln vor. Aber auch die Kohlenhydratmengen in tierischen Nahrungsmitteln müssen berechnet werden, z. B. bei Joghurt, Dickmilch, Kefir und Buttermilch
Käse und Quark erfordern dagegen keine BE-Berechnung, da der Milchzucker vom Körper langsam abgebaut wird und sich daher kaum auf den Blutzuckerspiegel auswirkt.
Nicht berechnet werden die meisten Gemüse und Salat, da sie einerseits einen hohen Wassergehalt aufweisen, und außerdem die enthaltenen Kohlenhydrate überwiegend unverdaulich oder langsam verdaulich sind, und sich somit kaum auf den Blutzuckerspiegel auswirken.
Neben der BE-Berechnung muss auch die über das Fett aufgenommene Kalorienmenge berücksichtigt werden. Sie wirkt sich zwar nicht unmittelbar auf den Blutzucker aus, führt aber bei zu hoher Zufuhr zum Übergewicht und damit zur Insulinresistenz. Eine ausgewogene Mischkost setzt sich aus 50–60 % Kohlenhydraten, 10–15 % Eiweiß und 20–30 % Fett zusammen.
Eine übliche Diabetes-Reduktionsdiät beim übergewichtigen Typ-2-Diabetiker enthält beispielsweise 13 BE verteilt auf 5 Mahlzeiten.
- 3 BE morgens
- 2 BE Zwischenmahlzeit
- 3 BE mittags
- 2 BE Zwischenmahlzeit
- 3 BE abends

Der normalgewichtige Typ-1-Diabetiker braucht deutlich mehr BE, um eine ausreichende Kohlenhydratversorgung sicherzustellen (z. B. 18–22 BE/Tag).
Bei niedrigen Blutzuckerwerten ist das Essen von kohlenhydratreichen Lebensmitteln sinnvoll, die der Körper schnell zu Blutzucker umwandeln kann („schnelle BE“).

## Beispiele
Die nachfolgenden Beispiele verstehen sich als Schätzwerte. Sie weichen je nachdem, auf welche Kohlenhydrataustauschtabelle man sich bezieht, ab. So wird teilweise für Erdbeeren eine Menge von 200 g für eine BE genannt; dementsprechend für Äpfel 110 g. Fertigprodukte müssen jeweils nach den durchschnittlichen Nährwertangaben des Herstellers auf der Packung pro Portion berechnet werden.
- Ein durchschnittliches, paniertes Schnitzel hat 3 BE
- 5 Fischstäbchen haben ca. 2 BE
- 0,1 l Bier haben 0,3 BE (0,33 l Bier entsprechen ziemlich genau einer BE)
- 4 bis 5 gebackene Tintenfischringe entsprechen 1 BE.
- Pizza
  - eine übliche Tiefkühlpizza (350 g) enthält ca. 8 BE
  - Pizza aus der Pizzeria bis 10 BE
- Ein Stück Kuchen kann 3 bis 5 BE enthalten
- Ein Döner-Kebap hat 5 bis 6 BE
- Pfirsich (1 mittelgroße Frucht) enthält etwa 1 BE
- Spätzle: 250 g Mehl (= 16 BE) / 2 Eier / 1 TL Salz / 0,125 l Wasser / zum Schmälzen 1 EL Butter, 1 EL Semmelbrösel (= 1 BE)
- Roggenschrotbrot (Roggenvollkorn) 30 g (1 dünne Scheibe) = 1 BE
- Mischbrot, 25 g (1 dünne Scheibe) = 1 BE
- Weißbrot, Pumpernickel, Steinmetzbrot, Simonsbrot 24 g = 1 BE
- 1 Brötchen (Semmel) = ca. 2 BE
- Zwieback, 16 g = 1 BE
- Knäckebrot, 16 g (2 Scheiben) = 1 BE
- Trinkmilch/Magermilch, ca. 0,25 l (240 g) = 1 BE
- Buttermilch, Sauermilch, 300 g = 1 BE
- Joghurt, 240 g = 1 BE
- Äpfel, Aprikosen, Pflaumen ohne Stein, Kirschen sauer mit Stein, 100 g = 1 BE
- Birnen, Heidelbeeren, Kirschen, süß, Zwetschgen mit Stein, 90 g = 1 BE
- Bananen, ohne Schale, 60 g = 1 BE
- Erdbeeren, Himbeeren, Johannisbeeren, roh, 200 g = 1 BE
- Orangen-Direktsaft, ca. 100 ml bzw. 100 g = 0,8 BE